# Regmatodon polysetus
Regmatodon polysetus är en bladmossart som först beskrevs av Griffith, och fick sitt nu gällande namn av Thériot 1936. Regmatodon polysetus ingår i släktet Regmatodon och familjen Regmatodontaceae. Inga underarter finns listade i Catalogue of Life.